# Bernd Stempel
Bernd Stempel (geboren 1954 in Berlin-Pankow) ist ein deutscher Schauspieler.

## Leben und Werk
Er ist der mittlere von drei Brüdern. Er verbrachte die Kindheit in Naumburg, absolvierte eine Schlosserlehre und das Abitur in Halle (Saale). Sein Vater war Kommunalpolitiker. Während des Wehrdienstes war er den Grenztruppen der DDR zugeteilt. 1976 begann er das Schauspielstudium an der Staatlichen Schauspielschule Berlin, der heutigen Ernst-Busch-Hochschule. 1979 trat er sein erstes Engagement am Landestheater Halle an. Er war Mitbegründer des neuen theaters Halle. Von 1989 bis 2020 war Bernd Stempel Ensemblemitglied des Deutschen Theaters Berlin. Dort war er ein einer Vielzahl von Rollen zu sehen, in Stücken Tschechows und in einer Turgenew-Dramatisierung, in Glaube Liebe Hoffnung von Ödön von Horváth, als Gnädige Frau in den Zofen von Jean Genet oder in der Umsiedlerin von Heiner Müller (nach Motiven von Anna Seghers), auch in griechischen Stoffen, wie der Phädra des Racine oder in Ödipus Stadt von Sophokles. 1998 verkörperte er den Drogendealer Brian in Shoppen und Ficken von Mark Ravenhill. Er arbeitete mit Jürgen Gosch, Stephan Kimmig, Andreas Kriegenburg, Thomas Langhoff, Daniela Löffner, Thomas Ostermeier, Ivan Panteleev. Er gastierte mehrfach beim Hamburger Theater Festival und 2011 bei den Wiener Festwochen.
Unter dem Titel Das Hexenlied gestaltete er einen Balladenabend am Deutschen Theater.
Fallweise ist er auch in Film und Fernsehen zu sehen, beispielsweise in den Spielfilmen Die Unberührbare (2000) oder Wir Weltmeister – ein Fußballmärchen (2006).

## Filmografie
- 1979: Verlobung in Hullerbusch (Fernsehfilm)
- 1982: Abgefunden (Fernsehfilm)
- 1997: Doppelter Einsatz (Fernsehserie, eine Folge)
- 1998: Das Mambospiel
- 1998: Tatort: Ein Hauch von Hollywood (Fernsehfilm)
- 1999: Polizeiruf 110: Schellekloppe (Fernsehfilm)
- 2000: Die Unberührbare
- 2000: Freunde – Keinen Bock auf Bullen
- 2006: Elementarteilchen
- 2006: Wir Weltmeister – ein Fußballmärchen
- 2012: Von Hunden und Pferden (Kurzfilm)
- 2015: SOKO Wismar (Fernsehserie, eine Folge)

## Hörspiele (Auswahl)
- 1999: Marius von Mayenburg: Haarmann
- 2010: Jakob Arjouni: Der heilige Eddy (Drägerlein) – Bearbeitung und Regie: Judith Lorentz (DKultur)
- 2015: Eva Lia Reinegger: Jähnicke geht baden[2]